# Cálculo vetorial

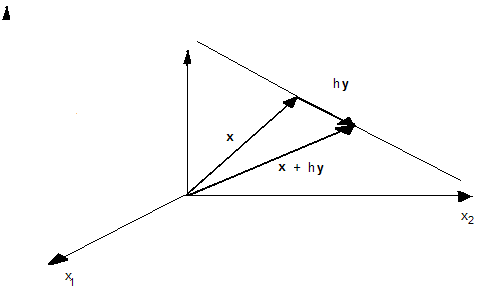
exemplo de Derivada vetorial de f(x1,x2) en x. f'(x;y)

Cálculo vetorial (AO 1945: Cálculo vectorial) configura uma área da matemática que trata da diferenciação e integração de campos vectoriais, geralmente no espaço euclidiano, {\displaystyle {\displaystyle \mathbb {R} ^{3}}}. O termo "Cálculo vectorial" frequentemente é usado erroneamente como sinônimo de cálculo multivariável, área que o abrange, assim como diferenciação parcial e integrais múltiplas. O Cálculo vectorial possui um importante papel na geometria diferencial e no estudo de equações diferenciais parciais. Ele é extensivamente utilizado em Física e Engenharia, mais explicitamente na descrição de campos eletromagnéticos, campos gravitacionais e mecânica dos fluidos.

## História
O Cálculo vectorial foi desenvolvido a partir da análise quaterniônica por Josiah W. Gibbs e Oliver Heaviside em torno do final do século 19. Grande parte de sua notação e terminologia foi estabelecida por Gibbs e Edwin B. Wilson, em seu livro Vector Analysis, publicado em 1901.

## Definições e objetos

### Campo escalar
Artigo principal: Campo escalar
Um campo escalar associa um escalar a todo ponto no espaço. O escalar pode ser tanto um número matemático ou uma quantidade física.Campos escalares têm de ser independentes de coordenadas, significando que quaisquer dois observadores usando o mesmo sistema de unidades concordarão no valor do campo em um mesmo ponto absoluto no espaço (ou espaço tempo) quaisquer que sejam seus respectivos pontos de origem. Campos escalares são comumente representados pelos campos de temperatura, pressão, potencial gravitacional, potencial elétrico e magnético.

### Campo vectorial
Artigo principal: Campo vectorial
Um campo vectorial ou campo de vectores é uma construção em cálculo vectorial que associa um vector a todo ponto de uma variedade diferenciável (como um subconjunto do espaço euclidiano, por exemplo). Isso é, um campo de vectores é uma função vectorial que associa um vector a cada ponto {\displaystyle P(x,y,z)} do espaço {\displaystyle xyz}, generalizadamente dada por {\displaystyle {\displaystyle \mathbf {\vec {F}} (x,y,z)=f(x,y,z)\mathbf {\vec {i}} +g(x,y,z)\mathbf {\vec {j}} +h(x,y,z)\mathbf {\vec {k}} }}.
Campos vectoriais são geralmente utilizados na física para indicar, por exemplo, a velocidade e a direção de um fluido ou um corpo se movendo pelo espaço, ou o comprimento e direção de alguma força, tal como a força magnética ou gravitacional, bem como o campo elétrico {\displaystyle {\overrightarrow {E}}(x,y,z,t)} e o campo magnético {\displaystyle {\overrightarrow {B}}(x,y,z,t)}relacionando as componentes ponto a ponto.
Comumente são representados os campos vectoriais em apresentações mais simplórias, em planos, representações 3D, no entanto campos vetoriais são formados por um número infinito de vetores o que torna exemplos mais complexos com representação apenas por recursos gráficos computacionais.

### Vectores e pseudo vectores
Em tratamentos mais rigorosos, pode-se distinguir campos pseudovectoriais e campos pseudoescalares, os quais são idênticos a campos vectoriais e campos escalares, com a exceção de que seus sinais são trocados sob uma circunstância de reversão de orientação.
O rotacional de um campo vectorial, por exemplo, é considerado um campo pseudovectorial e, se seu sinal é alterado, o rotacional apontará na direção oposta.
Essa distinção é esclarecida e elaborada na álgebra geométrica, como descrita abaixo.

## Álgebra vectorial
As operações algébricas em Cálculo vectorial são referidas como álgebra vectorial, sendo definida para um espaço vectorial e globalmente aplicada a um campo vectorial. As operações algébricas elementares são:
| Operação                  | Notação                                                                                   | Descrição |
| ------------------------- | ----------------------------------------------------------------------------------------- | --- |
| Adição de vectores        | {\displaystyle {\displaystyle {\mathbf {\vec {v}} }_{1}+{\mathbf {\vec {v}} }_{2}}}       | Adição de dois campos vectoriais, resultando em um campo vectorial.                                                            |
| Multiplicação por escalar | {\displaystyle {\displaystyle a{\mathbf {\vec {v}} }}}                                    | Multiplicação de um campo escalar e um campo vectorial, resultando em um campo vectorial.                                      |
| Produto interno           | {\displaystyle {\displaystyle {\mathbf {\vec {v}} }_{1}\cdot {\mathbf {\vec {v}} }_{2}}}  | Multiplicação de dois campos vectoriais, resultando em um campo escalar.                                                       |
| Produto externo           | {\displaystyle {\displaystyle {\mathbf {\vec {v}} }_{1}\times {\mathbf {\vec {v}} }_{2}}} | Multiplicação de dois vectores no {\displaystyle {\displaystyle \mathbb {R} ^{3}}}, resultando em um (pseudo) campo vectorial. |

## Operadores e teoremas
Artigo principal: Identidades do cálculo vectorial

### Operadores diferenciais
Artigo principal: Gradiente, Divergente, Rotacional e Laplaciano
O cálculo vectorial estuda diferentes operadores diferenciais definidos em campos escalares ou vectoriais, que geralmente são expressados em termos do operador del ({\displaystyle {\vec {\nabla }}}), também conhecido como "nabla". Os três operadores vectoriais elementares são:
| Operação                                                                                   | Notação                                                               | Descrição                                                                                  | Analogia notacional        | Domínio/Imagem                                                     |
| ------------------------------------------------------------------------------------------ | --------------------------------------------------------------------- | ------------------------------------------------------------------------------------------ | -------------------------- | ------------------------------------------------------------------ |
| Gradiente                                                                                  | {\displaystyle {\vec {\nabla }}f\equiv gradf}                         | Mensura a taxa e a direção de crescimento em um campo escalar.                             | Multiplicação por escalar. | Produz um campo vectorial a partir de um campo escalar.            |
| Divergente                                                                                 | {\displaystyle {\vec {\nabla }}\cdot {\vec {F}}\equiv div{\vec {F}}}  | Mensura o escalar de uma fonte ou sumidouro em um dado ponto de um campo vectorial.        | Produto interno.           | Produz um campo escalar a partir de um campo vectorial.            |
| Rotacional                                                                                 | {\displaystyle {\vec {\nabla }}\times {\vec {F}}\equiv rot{\vec {F}}} | Mensura a tendência de rotação em torno de um ponto que encontra-se em um campo vectorial. | Produto externo.           | Produz um campo (pseudo) vectorial a partir de um campo vectorial. |
| {\displaystyle f\ denota\ um\ campo\ escalar\ e\ {\vec {F}}\ denota\ um\ campo\ vectorial} |                                                                       |                                                                                            |                            |                                                                    |

Um campo vetorial F diz-se conservativo quando existe um campo escalar {\displaystyle \psi } tal que {\displaystyle {\overrightarrow {F}}_{cons}=\nabla \psi } . Diz-se, neste caso, que {\displaystyle \psi } é o potencial associado a F . 
Um campo vetorial F diz-se solenoidal quando {\displaystyle \nabla .F=0}. E se F é solenoidal, existe um campo vetorial A tal que {\displaystyle F=\nabla \times A}.
Um campo vetorial F diz-se irrotacional quando {\displaystyle \nabla \times F=0}. E assim sendo conservativo, ou seja, {\displaystyle \nabla .F=0\ \longrightarrow F=\nabla \times A} e {\displaystyle \nabla \times F=0\longrightarrow {\overrightarrow {F}}_{cons}=\nabla \psi }
Naturalmente, os dois operadores de Laplace também são muito utilizados:
| Operação                                                                                   | Notação | Descrição                                                                                             | Domínio/Imagem                  |
| ------------------------------------------------------------------------------------------ | --- | --- | ------------------------------- |
| Laplaciano                                                                                 | {\displaystyle \Delta f\equiv {\vec {\nabla }}\cdot {\vec {\nabla }}f\equiv \nabla ^{2}f}                                                                 | Mensura a diferença entre o valor do campo escalar com a sua média através de esferas infinitesimais. | Não altera a natureza do campo. |
| Laplaciano vectorial                                                                       | {\displaystyle \nabla ^{2}{\vec {F}}\equiv {\vec {\nabla }}({\vec {\nabla }}\cdot {\vec {F}})-{\vec {\nabla }}\times ({\vec {\nabla }}\times {\vec {F}})} | Mensura a diferença entre o valor do campo vectorial e a sua média através de esferas infinitesimais. | Não altera a natureza do campo. |
| {\displaystyle f\ denota\ um\ campo\ escalar\ e\ {\vec {F}}\ denota\ um\ campo\ vectorial} | | |                                 |

### Teoremas de integrais
Os três operadores vectoriais elementares possuem teoremas correspondentes que generalizam o teorema fundamental do cálculo para dimensões superiores:
| Teorema                                                                                           | Afirmação | Descrição |
| ------------------------------------------------------------------------------------------------- | --- | --- |
| Teorema do Gradiente                                                                              | {\displaystyle \int _{L[a\rightarrow b]\subset \mathbb {R} ^{n}}^{}{\vec {\nabla }}\varphi \cdot d{\vec {r}}=\varphi (b)-\varphi (a)} | A integral de linha do gradiente de um campo escalar é igual à diferença de valores do campo escalar nos limites de integração. É análogo ao teorema fundamental do cálculo.                                           |
| Teorema da Divergência                                                                            | {\displaystyle \underbrace {\int \cdots \int _{V\subset \mathbb {R} ^{n}}^{}} _{n\ dimens{\tilde {o}}es}{\vec {\nabla }}\cdot {\vec {F}}\ dV=\underbrace {\oint \cdots \oint _{\partial V}^{}} _{n-1\ dimens{\tilde {o}}es}{\vec {F}}\cdot d{\vec {S}}} | A integral do divergente de um campo vectorial sobre um sólido {\displaystyle n} dimensional é igual ao fluxo do campo vectorial através da superfície fechada de {\displaystyle n-1} dimensões que delimita o sólido. |
| Teorema do Rotacional ou Teorema de Kelvin-Stokes                                                 | {\displaystyle \iint _{\Sigma \subset \mathbb {R} ^{3}}^{}{\vec {\nabla }}\times {\vec {F}}\cdot d{\vec {\Sigma }}=\oint _{\partial \Sigma }^{}{\vec {F}}\cdot d{\vec {r}}}                                                                             | A integral do rotacional de um campo vectorial sobre uma superfície no {\displaystyle \mathbb {R} ^{3}} é igual à integral de linha do campo vectorial sobre a curva fechada que delimita a superfície.                |
| {\displaystyle \varphi \ denota\ um\ campo\ escalar\ e\ {\vec {F}}\ denota\ um\ campo\ vectorial} | | |

Em duas dimensões, os teoremas da Divergência e do rotacional reduzem-se ao Teorema de Green:
| Teorema          | Afirmação | Descrição |
| ---------------- | --- | --- |
| Teorema de Green | {\displaystyle \iint _{A\subset \mathbb {R} ^{2}}^{}{{\biggl (}{\partial M \over \partial x}-{\partial L \over \partial y}{\biggr )}}dA=\oint _{\partial A}^{}(L\ dx+M\ dy)} | A integral do divergente ou rotacional de um campo vectorial sobre alguma região do {\displaystyle \mathbb {R} ^{2}} é igual ao fluxo ou integral de linha do campo vectorial sobre a curva fechada que delimita a região. |
|                  | | |

## Aplicações do cálculo vectorial

### Aproximação linear
Artigo principal: Aproximação linear
A Aproximação linear consiste em um recurso utilizado que substitui uma função de maior complexidade por outra função,  linear, que apresenta uma imagem semelhante na vizinhança do ponto analisado. Dada uma função diferenciável {\displaystyle f(x,y)} com valores reais, é possível aproximar {\displaystyle f(x,y)} para {\displaystyle (x,y)} próximo de {\displaystyle (a,b)} através da relação {\displaystyle f(x,y)\approx f(a,b)+{{\partial f(a,b) \over \partial x}(x-a)}+{{\partial f(a,b) \over \partial y}(y-b)}}.
O lado direito representa a equação do plano tangente ao gráfico de {\displaystyle z=f(x,y)} em {\displaystyle (a,b)}.

### Otimização
Artigo principal: Otimização
Para uma função continuamente diferenciável de múltiplas variáveis reais, um ponto {\displaystyle P} configura um ponto crítico se todas as derivadas parciais da função em P são iguais a zero ou, em outras palavras, se o seu gradiente é nulo. Os valores críticos são os valores da função nos pontos críticos.
Se a função é suave, ou pelo menos continuamente diferenciável duas vezes, o ponto crítico pode ser tanto um máximo local, um mínimo local ou um ponto de sela. 

### Gradiente de um Campo
O conceito de gradiente na Física está intrinsecamente associado ao conceito de campos conservativos e de função potencial, na matemática também se define campo vetorial conservativo. No que se refere à Física, temos campos conservativos relacionados a campos que conservam a energia do sistema, ou seja, não há perdas de energia, a exemplo de dissipação por atrito ou efeito joule. Dessa forma, dada uma função potencial {\displaystyle \psi (x,y,z)}, basta calcular o gradiente do mesmo para encontrar o campo conservativo associado à {\displaystyle \psi }. {\displaystyle {\overrightarrow {F}}_{cons}=\nabla \psi } .
Sendo {\displaystyle \psi } uma função explícita de x,y,z
{\displaystyle {\overrightarrow {F}}_{cons}(x,y,z)=(d\psi /dx){\overrightarrow {i}}+(d\psi /dy){\overrightarrow {j}}+(d\psi /dz){\overrightarrow {k}}}

#### - Gradiente de Potenciais Centrais
Muitos modelos de potenciais físicos são considerados centrais, ou seja, possuem uma função potencial {\displaystyle \psi }que corresponde a uma função implícita de algumas variáveis ({\displaystyle \psi (x,y,z)}={\displaystyle \psi (r)}), tomando elas como x,y,z, podemos aplicar regra da cadeia para chegar as seguintes expressões:
{\displaystyle {d\psi  \over dx}={d\psi  \over dr}*{dr \over dx}=\psi '(r)*{\partial ^{2}(x^{2}+y^{2}+z^{2})^{1/2} \over \partial x}}{\displaystyle =\psi '(r)*[(x^{2}+y^{2}+z^{2})^{-1/2}]*x=>{d\psi (r) \over dx}=\psi '(r)*x/r}
A soma das derivadas em relação as componentes da função retoma o gradiente da função:
{\displaystyle \nabla \psi (r)=\left({\frac {\psi '(r)}{r}}\right)*(x{\overrightarrow {i}}+y{\overrightarrow {j}}+z{\overrightarrow {k}})}
{\displaystyle \nabla \psi (r)=\psi '(r)*{\widehat {r}}}

### Modelo de Condução Térmica[1]
O fluxo de calor q” (taxa de calor por unidade de área) depende da área onde ele cruza, portanto possui uma natureza vetorial.
A taxa de calor por unidade de área que cruza uma superfície cuja normal é n, é função do gradiente de temperatura, {\displaystyle {dT \over dn}}, e da constante de proporcionalidade, k .
{\displaystyle {\vec {\dot {q''}}}={\vec {\dot {\frac {Q}{A}}}}=-k\ {\partial T \over \partial n}}
Como temos fluxo de calor na direção x e na direção y podemos escrever: 
{\displaystyle {\vec {\dot {q''}}}=-{\vec {i}}{\vec {\dot {qx''}}}-{\vec {j}}{\vec {\dot {qy''}}}}
{\displaystyle {\vec {\dot {q''}}}={\vec {\dot {\frac {Q}{A}}}}=-{\vec {i}}k\ {\partial T \over \partial x}-{\vec {j}}k\ {\partial T \over \partial y}}
E dessa forma chegamos a equação  de Fourier para fluxo de calor. Com o fluxo dependendo do gradiente de temperatura e da constante k:
{\displaystyle {\vec {\dot {q''}}}=-k\nabla T}
Utilizando o balanço de energia abaixo:
{\displaystyle {\dot {E}}\ entra-{\dot {E}}\ sai+{\dot {E}}\ gerado={\dot {E}}\ acumulado}
Se o sistema se encontra em regime permanente ({\displaystyle {\dot {E}}\ acumulado=0}) e não possui geração interna de calor ({\displaystyle {\dot {E}}\ gerado=0}) temos as seguintes constatações: 
{\displaystyle \nabla .{\vec {\dot {q''}}}=0}
{\displaystyle {\vec {\dot {q''}}}=-k\nabla T}
{\displaystyle \nabla .(-k\nabla T)=\nabla ^{2}T=0}

### Modelo de Transferência de massa
A equação diferencial governante é obtida fazendo um balanço diferencial sobre um elemento cartesiano.
{taxa molar de a que entra no volume de controle} - {taxa molar de a que sai do volume de controle} + {taxa molar de a gerada no volume de controle} = { taxa molar de a que acumula no volume de controle}.
Dessa forma, temos:
{\displaystyle (N_{a,x|x}dydz)-(N_{a,x|x+dx}dydz)+(N_{a,y|y}dxdz)-(N_{a,y|y+dy}dxdz)+(N_{a,z|z}dxdy)-(N_{a,z|z+dz}dxdy)+Ra'''dxdydz={\frac {\partial C_{a}}{\partial t}}dxdydz}
Onde:
- {\displaystyle Ra'''dxdydz} é o termo de geração de massa (reação química);
- {\displaystyle {\frac {\partial C_{a}}{\partial t}}dxdydz} é o termo de acúmulo;
- {\displaystyle N_{a}} é o fluxo molar de a.

Dividindo pelo volume {\displaystyle dxdydx} e fazendo o limite pra zero, temos:
{\displaystyle \lim _{dx\longrightarrow 0}{\frac {(N_{a,x})-(N_{a,x})_{x+dx}}{dx}}+\lim _{dy\longrightarrow 0}{\frac {(N_{a,y})-(N_{a,y})_{y+dy}}{dy}}+\lim _{dz\longrightarrow 0}{\frac {(N_{a,z})-(N_{a,z})_{z+dz}}{dz}}+\lim _{dV\longrightarrow 0}R_{a}'''=\lim _{dV\longrightarrow 0}{\frac {\partial C_{a}}{\partial t}}}
Da definição de derivada, podemos concluir:
{\displaystyle -{\frac {dN_{a,x}}{dx}}-{\frac {dN_{a,y}}{dy}}-{\frac {dN_{a,z}}{dz}}+R_{a}'''={\frac {\partial C_{a}}{\partial t}}}
Onde podemos simplificar:
{\displaystyle -{\frac {dN_{a,x}}{dx}}-{\frac {dN_{a,y}}{dy}}-{\frac {dN_{a,z}}{dz}}=-\nabla .N_{a}}
Assim, temos a Equação governante da Transferência de Massa:
{\displaystyle -\nabla .N_{a}+R_{a}'''={\frac {\partial C_{a}}{\partial t}}}
Condições iniciais
- Em t=0,  {\displaystyle \forall z}, {\displaystyle C_{a}=C_{a,i}};
- Em t=0,  {\displaystyle \forall z}, {\displaystyle y_{a}=y_{a,i}};

onde {\displaystyle y} é a fração molar de a.
Ou seja, as condições iniciais são de concentração e fração molar constante.
Condições de contorno
a) Condição de contorno de primeira ordem (especifica a variável)
Em {\displaystyle z=0} e t>0, {\displaystyle y_{a}=y_{a,o}}, ou {\displaystyle C_{a}=C_{a,0}} (conhecidos e constantes):
- Se a solução é pura de a: {\displaystyle y_{a,0}={\frac {PV_{sat.a}}{P}}}, e {\displaystyle C_{a,0}={\frac {PV_{sat.a}}{RT}}};
- Se a solução é mistura de a e b: {\displaystyle y_{a,0}={\frac {P_{a}}{P}}}, e {\displaystyle C_{a,0}={\frac {P_{a}}{RT}}}.

b) Condição de contorno de impermeabilidade (em superfícies isoladas ou simétricas)
Em {\displaystyle z=0} e t>0, {\displaystyle {\frac {dy_{a}}{dz}}|_{z=0}=0}
c) Condição de contorno de superfície reativa
Para uma reação química qualquer {\displaystyle {\ce {a + c -> 2b}}}:
- Se a reação é instantânea, ou seja ocorre rapidamente em  {\displaystyle z=0}, dizemos que todo componente a é consumido para formam B, isto é {\displaystyle y_{a,0}=0} e {\displaystyle C_{a,0}=0}. A estequiometria da reação vai fornecer a relação entre {\displaystyle N_{a,z}} e

{\displaystyle N_{b,z}}, logo para a reação hipotética:
{\displaystyle N_{a,z}=-{\frac {N_{b,z}}{2}}}, {\displaystyle N_{a,z}=N_{c,z}} e {\displaystyle N_{b,z}=-2N_{a,z}}
- Se a reação química é lenta, logo, todo componente a não é consumido na fronteira, precisamos conhecer a cinética da reação:

{\displaystyle N_{a,z}|_{z=0}=-\kappa _{n}C_{a,0}^{n}}, onde {\displaystyle n} é a ordem de reação e {\displaystyle \kappa _{n}} é a constante da reação.
d) Condição de contorno convectiva em uma superfície
Em {\displaystyle z=0} e t>0, {\displaystyle N_{a,z}|_{z=0}=\kappa _{c}(C_{a,z}-C_{\infty })}

### Física e engenharia
Cálculo vectorial é especialmente útil no estudo de:
- Centro de massa
- Teoria clássica dos campos
- Cinemática
- Equações de Maxwell
- Teoria Eletromagnética
- Mecânica dos Flúidos
- Condução térmica